# Landtagswahl in Oberösterreich 1925
- SDAPDÖ: 16
- CS: 34
- LB: 4
- GDVP: 6

Die Landtagswahl in Oberösterreich 1925 wurde am 17. Mai 1925 durchgeführt und war die zweite Landtagswahl in Oberösterreich nach Entstehen der Ersten Republik. Die Christlichsoziale Partei  (CS) konnte mit 53,7 % erneut die absolute Stimmen- und Mandatsmehrheit erzielen und stellte in der Folge 34 der 60 Mandate im Landtag, der zuvor verkleinert worden war. Die Sozialdemokratische Arbeiterpartei Deutschösterreichs (SDAPDÖ) verlor hingegen rund drei Prozentpunkte und kam mit 26 % der Stimmen auf 16 Mandate. Auch die Großdeutsche Volkspartei (GDVP) und der Landbund (LB) die bei der letzten Landtagswahl unter dem Namen Deutsche Freiheits- und Ordnungspartei gemeinsam kandidierten, erlitt mit 16,25 % und 10 Mandaten Verluste.
Der Landtag der XIII. Wahlperiode konstituierte sich in der Folge und wählte die Landesregierung Hauser VI zur neuen Oberösterreichischen Landesregierung, die 1927 von der Landesregierung Schlegel I abgelöst wurde.

## Wahlergebnis
Endergebnis der Landtagswahl 1925
| Partei                                                         | Stimmen | %       | Mand. |
| Christlichsoziale Partei (CS)                                  | 305.471 | 69,98 % | 34    |
| Großdeutsche Volkspartei (GDVP)                                | 305.471 | 69,98 % | 6     |
| Landbund (LB)                                                  | 305.471 | 69,98 % | 4     |
| Sozialdemokratische Arbeiterpartei Deutschösterreichs (SDAPDÖ) | 113.456 | 25,99 % | 16    |
| Nationalsozialistische Deutsche Arbeiterpartei (NSDAP)         | 12.177  | 2,79 %  | 0     |
| Christliche Arbeiter- und Angestelltenpartei                   | 2.996   | 0,69 %  | 0     |
| Kommunistische Partei Österreichs (KPÖ)                        | 2.401   | 0,55 %  | 0     |
| Gesamt                                                         | 436.516 | 100 %   | 60    |